# Michel de Verthamon de Chavagnac
Michel de Verthamon de Chavagnac (* 7. November 1687 in Limoges; † 25. September 1762 in Montauban) war ein französischer Bischof der Diözese Montauban von 1728 bis 1762.

## Leben
Michel de Verthamon-Chavagnac wurde 1687 in Limoges als Sohn des Michel de Verthamon, seigneur du Fraysse et de Chavagnac, Trésorier receveur-général des finances, und seiner Frau Catherine de Petiot geboren. Seine Familie gehörte zum Amtsadel. Er war ein älterer Bruder des Bischofs Samuel-Guillaume de Verthamon de Chavagnac von Luçon, ein Neffe des Bischofs von Couserans, Jean-Jacques de Verthamon, und ein Cousin des Bischofs von Pamiers, Jean-Baptiste de Verthamon (1646–1735). Er studierte an der Sorbonne und war nach der Priesterweihe zunächst Generalvikar des Bischofs von Couserans, dann in Limoges.
Er war Generalvikar und Großkantor in Limoges, als er am 30. Juni 1729 vom König zum Bischof von Montauban ernannt wurde. Papst Benedikt XIII. bestätigte die Ernennung (Eingangsdatum 2. Januar 1730). Am 15. Januar legte der Neuernannte in der Schlosskapelle von Versailles den Treueid vor dem Großkaplan, Kardinal Armand-Gaston de Rohan, ab und empfing am 8. Februar 1730 durch den Erzbischof von Paris, Charles-Gaspard-Guillaume de Vintimille du Luc, die Weihe (nach Jean am 8. Januar). Am 13. April 1730 nahm der neugeweihte Bischof seine Diözese in Besitz.
Als Bischof weihte er am 1. November 1739 die von seinen Vorgängern Jean-Baptiste Michel Colbert de Saint-Pouange und Henri de Nesmond erbaute Kathedrale. Außerdem war er an der Gründung der Akademie von Montauban beteiligt, deren aktives Mitglied er war. Da ihm die Schulbildung der Kinder sehr am Herzen lag, holte er den Orden der Christlichen Schulbrüder in seine Diözese.
Wie auch sein Großonkel Pierre de Verthamon SJ (1614–1686), Sekretär des Jesuitengenerals in Rom und Rektor des Collége Louis-le-Grand in Paris, war er ein entschiedener Gegner des Jansenismus und verfasste mit Datum 4. Oktober 1761 einen flammenden Brief zugunsten der seit dem Bankrott der Jesuitenmissionen in Lateinamerika 1755 sehr unter Druck stehenden Jesuiten an den französischen Staatskanzler.
Er starb am 25. September 1762. Seine 1793 von den Revolutionären verstreuten und später notdürftig wieder beigesetzten Gebeine befinden sich seit 1854 in der Kathedrale von Montauban.

## Werke
- Maximes spirituelles qui peuvent conduire une âme à la perfection (1751)
- Instructions, poèmes et cantiques à l’usage des Missions (1752),
- Abrégé de la doctrine chrétienne, pour l’usage de la jeunesse (1755)